# Стерлитамак (Северо-Казахстанская область)
Стерлитамак (каз. Стерлитамак) — село в районе имени Габита Мусрепова Северо-Казахстанской области Казахстана. Село входит в состав Возвышенского сельского округа. Код КАТО — 596637400.

## География
Расположено на берегу реки Ишим.

## Население
В 1999 году численность населения села составляла 107 человек (51 мужчина и 56 женщин). По данным переписи 2009 года, в селе проживало 74 человека (31 мужчина и 43 женщины).